# Ирмтраут
Ирмтраут (нем. Irmtraut) — община в Германии, в земле Рейнланд-Пфальц. 
Входит в состав района Вестервальд. Подчиняется управлению Реннерод.  Население составляет 778 человек (на 31 декабря 2010 года). Занимает площадь 4,52 км².